# Amata consequa
Amata consequa är en fjärilsart som beskrevs av John Henry Leech 1898. Amata consequa ingår i släktet Amata och familjen björnspinnare. Inga underarter finns listade i Catalogue of Life.